# 伊州 (唐朝)
伊州，唐朝设置的州，由隋朝的伊吾郡改置。

## 唐朝
貞觀四年（630年），改为西伊州。贞观六年（632年），再改回伊州之名。轄區約相當於今新疆维吾尔自治区哈密市之境。
唐代伊州管縣三：伊吾縣，柔远縣，纳職縣。
伊州治所在伊吾县（今新疆维吾尔自治区哈密市伊州区）。8世纪晚期，被吐蕃所占。大中五年（851年），沙州人张义潮收复，后来隶属于归义军。
唐朝伊州刺史
- 谢叔方（642年—644年）
- 韩威（646年—648年）
- 苏海政（655年，都督）
- 卫义整（689年）
- 李昚交（710年）
- 士暕（开元初年）
- 郭知运（714年）
- 张楚宾（732年—734年）
- 袁光庭（755年）
- 王和清（857年）
- 左某（大中咸通年间）[1]

## 归义军
北宋太平兴国六年（981年），宋太宗派王延德出使西域时，当时仍然称伊州，州将陈氏自称从唐朝开元年间以来就世守伊州。